# Jun Fudo
Jun Fudo (風童じゅん?, Fūdō Jun; ...) è un fumettista giapponese.

## Biografia
L'autore debutta nel mondo del fumetto nel 1990, vincendo il premio come miglior esordiente per il Monthly Shōnen Magazine di Kōdansha con la storia Saishū gakushō kara hajimeyou (最終楽章からはじめよう?), pubblicata sul numero di ottobre dello stesso anno.
Nel 1992 esordisce con la sua prima serie lunga, Hayate (HAYATE?), manga sportivo incentrato sul mondo della Formula 1, che si concluderà nel 1997 dopo 12 volumi. Dal 1998 al 2003 è al lavoro su un'altra serie, Gut's (GUT's?), che è invece incentrata sul tennis. Tra il 2006 e il 2008 è la volta di un altro manga sportivo, Bikings (バイキングス?, Baikingusu), che ha per argomento il ciclismo ed è composto da 8 volumi.

## Opere
- Saishū gakushō kara hajimeyou (最終楽章からはじめよう?), 1990, storia breve.
- Hayate (HAYATE?), 1992-1997, 12 volumi.[4]
- Gut's (GUT's?), 1998-2003, 17 volumi.[5]
- Bikings (バイキングス?, Baikingusu), 2006-2008, 8 volumi.[6]